# The Korea Daily News
The Korea Daily News fue un periódico en inglés publicado en el Imperio de Corea entre 1904 y 1910. También publicó ediciones en escritura mixta coreana y hangul bajo el nombre de Taehan Maeil Sinbo (대한매일신보 (en hanja, 大韓每日申報)).
Después de algunos números de prueba bajo el nombre de Korea Times, el periódico se lanzó formalmente como Daily News el 18 de julio de 1904. Fue publicado por Ernest Bethell, un ciudadano británico que criticó duramente la rápida invasión de la soberanía coreana por parte del Imperio del Japón. Después de que Tokio comenzara a gobernar indirectamente Corea en 1905, Bethell fue uno de los únicos editores de periódicos capaces de escribir críticamente sobre Japón, aunque él y el periódico fueron objeto de crecientes represalias.
El periódico se vendió después de la muerte de Bethell en 1909 y se convirtió en un órgano del gobierno colonial llamado Maeil Sinbo. Se publicó hasta la liberación de Corea en 1945, cuando fue capturada por la fuerza de ocupación de Estados Unidos y reorganizada en el actual Seoul Shinmun. 
Algunas ediciones en inglés y la mayoría de las ediciones en coreano están disponibles gratuitamente en el sitio web del Korean Newspaper Archive.

## Historia

### Establecimiento

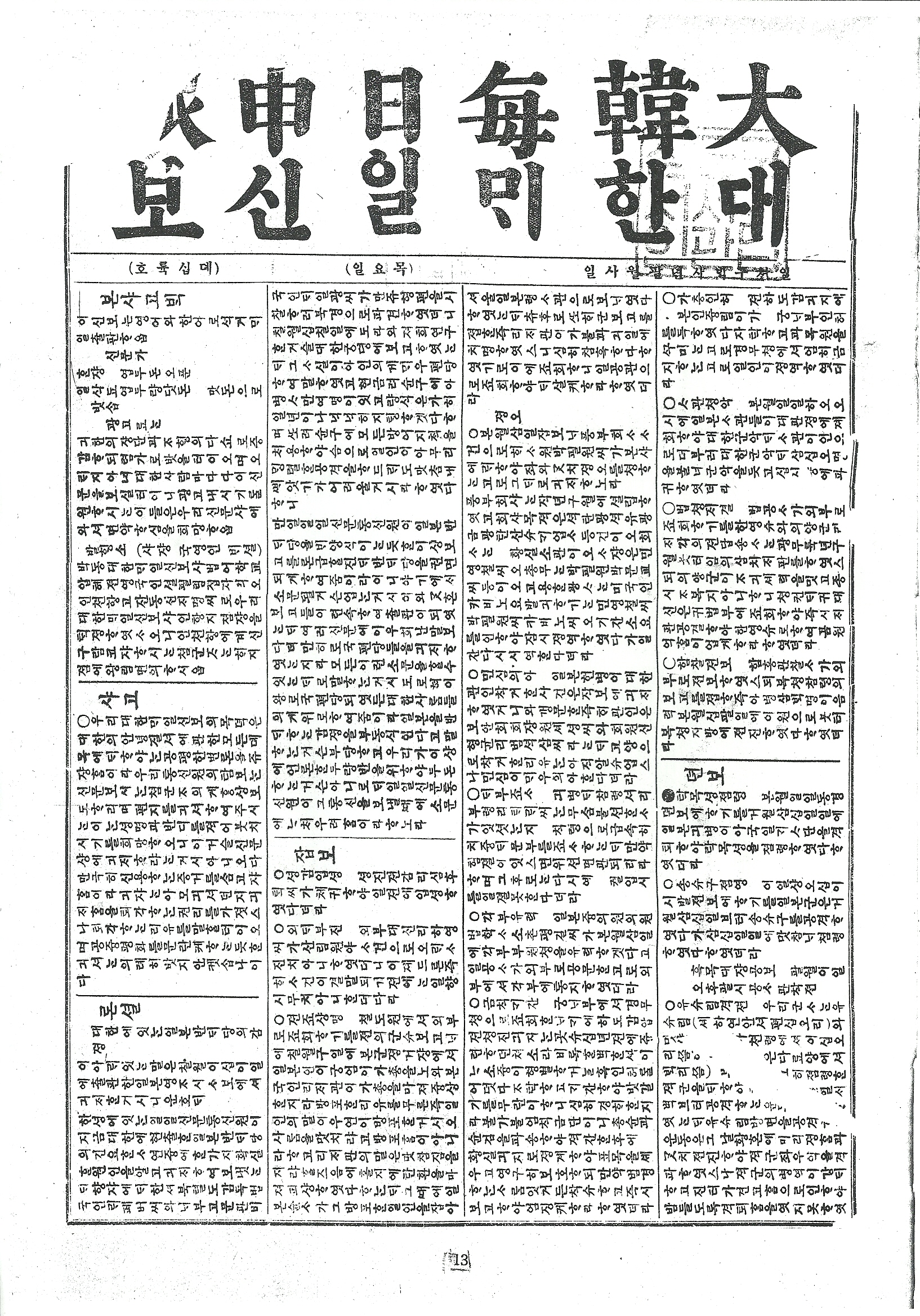
Portada del primer número de Taehan Maeil Sinbo (4 de agosto de 1904).

En 1904, los periodistas británicos Ernest Bethell y Thomas Cowen fueron enviados a Corea para informar para el periódico británico Daily Chronicle. Por esta época, Japón estaba intensificando su invasión de la soberanía coreana. Después de ser despedidos del periódico, Bethell y Cowen comenzaron a planear publicar su propio periódico llamado provisionalmente Korea Times (diferente del posterior The Korea Times). Sin embargo, Cowen apoyaba en secreto a Japón y, sin que Bethell lo supiera, advirtió al gobierno japonés sobre la fundación del periódico.
El dúo, junto con el activista independentista coreano Yan Gi-tak, publicaron el primer número de prueba del Korea Times, completamente en inglés, el 29 de junio de 1904. Poco después, Cowen dejó el periódico y se fue a Japón, y el periódico cambió su nombre a The Korea Daily News. El primer número no procesal con el nuevo nombre se publicó el 18 de julio de 1904. El número tenía seis páginas, dos en coreano (en escritura mixta) y cuatro en inglés.
Se desconoce exactamente cómo se financió el periódico. El emperador Gojong financió a Bethell transfiriendo fondos a través de Antoinette Sontag, propietaria del hotel Sontag. Algunos teorizaron que Bethell fue financiada por el Imperio ruso, rivales de Japón por la soberanía coreana, aunque Bethell descartó esta idea. La financiación seguía siendo insuficiente; En marzo de 1905, se suspendió la impresión del papel mientras viajaba a Japón para comprar una impresora y tratar de recaudar dinero. El 11 de agosto, se reanudó la impresión, esta vez con ediciones separadas en coreano e inglés.

### Crecimiento y atención de Japón
Después de que Corea se viera obligada a firmar el Tratado de Eulsa entre Japón y Corea en 1905 en noviembre, el control japonés sobre la península aumentó. Luego, los periódicos fueron censurados por el Residente-General japonés en Corea. Bethell, como ciudadana británica, pudo esquivar la censura japonesa y seguir publicando periódicos. Sin embargo, los japoneses lo acosaron con frecuencia. El periodista canadiense contemporáneo Frederick Arthur McKenzie escribió:

Los japoneses le hacían la vida lo más incómoda posible y hacían todo lo posible para obstaculizar su trabajo. Su correo era constantemente manipulado; sus sirvientes fueron amenazados o arrestados con diversas excusas, y su casa fue sometida al más estricto espionaje. Mostró una tenacidad sorprendente y resistió mes tras mes sin dar señales de ceder.

Gojong y otros coreanos elogiaron a Bethell y lo vieron como un héroe. El 10 de febrero de 1906, Gojong le entregó a Bethell una nota escrita a mano, poniéndolo a cargo de las comunicaciones y la prensa del imperio y subsidiando sus gastos.
El 21 de febrero de 1907, el Korea Daily News publicó una carta que lanzaba el Movimiento Nacional de Pago de la Deuda: un esfuerzo popular para pagar las deudas de Corea con Japón en un intento por evitar la invasión japonesa. El periódico se convirtió en el principal adalid de la campaña. Su personal formó una asociación (국채보상지원금총합소 ()) para gestionar las donaciones que recibió. En mayo de ese año, ofrecieron albergar la Asociación del Pueblo Nuevo de Ahn Chang-ho, protegiéndola bajo la inmunidad de Bethell frente a la persecución japonesa.
El 23 de mayo de 1907, el Korea Daily News creó una versión enteramente hangul del periódico, junto con la versión original escrita tanto en hanja como en hangul. En agosto, cuando el ejército del Imperio de Corea fue disuelto por la fuerza, surgieron en rebelión armada milicias improvisadas denominadas «ejércitos justos». El periódico dedicó gran parte de sus informes en esta época a sus actividades e instó a los civiles a unirse a la lucha. El 27 de mayo de 1908, la circulación del periódico alcanzó las 13 256 copias (8143 en escritura mixta, 4650 en Hangul y 463 en inglés), más que todos los demás periódicos de Corea juntos.
En 1907, los japoneses publicaron la Ley de Periódicos, que estaba parcialmente dirigida al periódico e imponía varias restricciones a la compra de este por parte de los coreanos. Bethell fue arrestado y juzgado por los británicos dos veces a petición del gobierno japonés. Transfirió la propiedad del periódico a su editor asistente Arthur Marnham, quien continuó informando críticamente sobre Japón. Bethell finalmente ganó su segundo juicio en la Corte Suprema británica para China en diciembre de 1908 e inmediatamente regresó desafiante para continuar informando. Sin embargo, murió varios meses después, probablemente debido a su estilo de vida poco saludable y al estrés causado por su encarcelamiento. Según se informa, sus últimas palabras fueron: «Incluso si puedo morir, The Korea Daily News seguirá vivo y ayudará al pueblo coreano».

### Final y cambio de nombre aMaeil Sinbo
El 21 de mayo de 1910, Marnham se derrumbó bajo la presión conjunta británica y japonesa. Vendió en secreto el periódico al exempleado Lee Jang-hoon ( 이장훈 (en hanja, 李章薰)</link> </link></link>) por 40 000 wones en oro y abandonó el país. La edición del 14 de junio de 1910, el número 1408 del periódico, refleja esto, con el nombre de Lee como editor. Yang y otros activistas independentistas coreanos dimitieron y denunciaron públicamente al periódico como un artículo de propaganda. El periódico dejó de publicarse en inglés  y pasó a estar estrictamente controlado por Japón. Su último número fue el número 1461 en escritura mixta y el 938 en Hangul. Cambió su nombre a Maeil Sinbo (매일신보 (en hanja, 每日申報)) el 30 de agosto de 1910, y posteriormente se integró en el Keijō Nippō.